# ジャンヌ・カルマン
ジャンヌ＝ルイーズ・カルマン（Jeanne-Louise Calment、1875年2月21日 - 1997年8月4日）は、人類史上最も長生きをしたとされているフランス人女性。

## 生涯

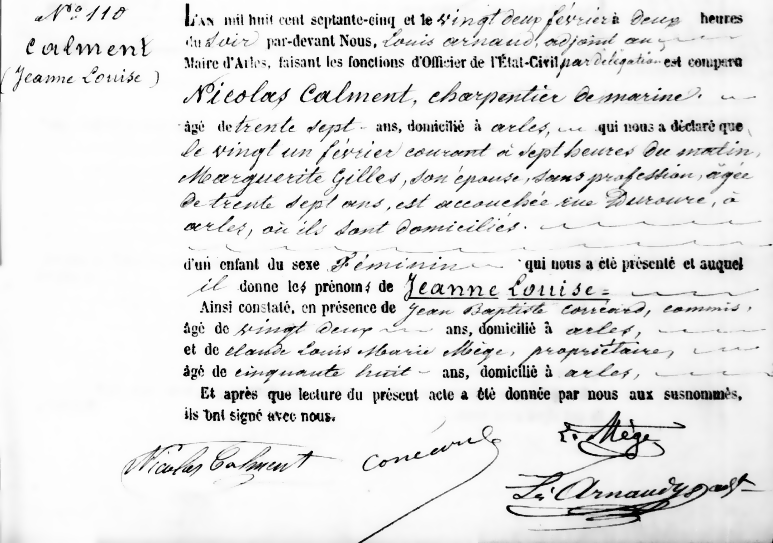
ジャンヌ・カルマンの出生証明書

1875年2月21日、フランスのアルルにて、船大工であったニコラと、製粉業者の令嬢だったマルグリットの三女として生まれたとされる。
1876年の国勢調査で1歳と記録されている。両親の間には4人の子がいたが（長女マリー、次女アントワーヌ、長男フランソワ及び三女ジャンヌ）、マリーとアントワーヌはジャンヌが生まれる前に幼くして死亡している。
記憶によると1888年、13歳のときに、アルルに滞在中であった画家のフィンセント・ファン・ゴッホが、親族の営む画材店へ絵の具と鉛筆を買いに訪れたときに出会ったという。ゴッホは2年後の1890年7月29日に亡くなった。また、エッフェル塔が建設（1889年完工）されたことや、1885年にヴィクトル・ユーゴーの大規模な国葬が行われたことを記憶していた。
家族の多くは比較的とても長生きで、兄・フランソワは97歳、父・ニコラは93歳、母・マルグリットは86歳まで生きた。特に彼女の父と兄は、現代の男性の平均寿命よりも、かなり長寿であった事がわかる。

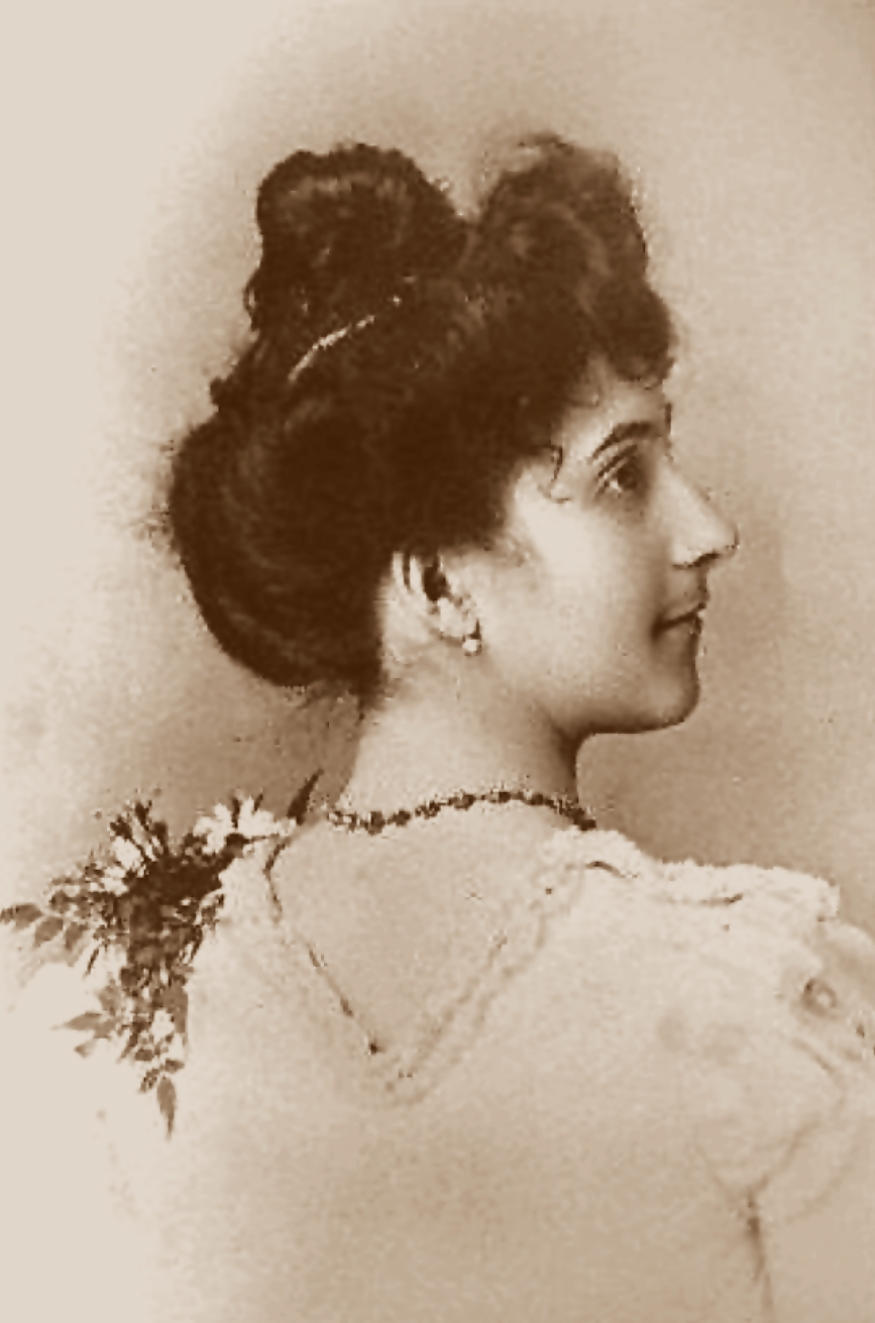
1895年（20歳）

1896年にはとこのフェルナン・カルマンと結婚した。夫・フェルナン、娘のイヴォンヌ、娘婿であるジョゼフ・ビイヨ大尉を超えて長生きした。一人だけの孫、フレデリック・ビイヨは医師になったが、オートバイ事故に遭い36歳で死去している。
1965年、相続人がいなくなり、当時の公証人であったフランソワ・ラフレーと、フランスでは一般的なリバースモーゲージの契約を交わし、コンドミニウム・アパートメントを売る代わりに、ラフレーより毎月一定金額（2500フラン）が払われることになった。契約をした90歳とされるとき、アパートメントは10年分の支払いの価値があった。1995年12月、ラフレーは77歳で死去したが、その後もジャンヌが存命していたため、ラフレーの未亡人は毎月の支払いを続行しなければならなかった。そのためラフレー夫婦は、家に2倍以上の価格をトータルで払ったことになる。
国際的に有名になったきっかけは、1988年にゴッホの「ひまわり」作画百年記念の際、直接会った人としてインタビューを受け、ゴッホを「みすぼらしい服装で、酒癖が良くない人物だった」と評したことであった。
インタビュー後、1989年に満113歳とされる年齢で世界最高齢の人物としてギネスブックに掲載された。
1997年8月4日、老衰のため122歳164日で死去。

## 世界最高記録への疑義
モスクワ大学の数学者・ニコライ・ザーク、老年学者・バレリー・ノボセロフは、数ヶ月にわたり、カルマンのインタビューや写真、カルマンの知人の証言、カルマンが住んでいた南フランス・アルルの自治体の公文書などを調査・分析し、2018年12月にザークが『ジャンヌ・カルマン、その長寿の秘密（英 : Jeanne Calment: the Secret of Longevity）』と題した報告書を発表し、「娘のイボンヌが相続税を回避することを目的に、母親であるカルマンに成り済ましていた」と主張した。ザークはその主張の根拠として、身分証明書に記載された1930年代のカルマンの身体的特徴と後年のカルマンの外見が異なる点などを指摘し、ノボセロフも「カルマンの筋肉組織の状態は、同年代の人々と違った。何の支えもなしに上体を起こして座っていられた。認知症の兆候も全くなかった」などとカルマンの年齢に疑問を呈した。さらにザーク及びノボセロフは、疑惑を深める要素として、カルマンが有名になった後、昔の自分の写真の一部を燃やすよう指示していたことを挙げた。
上記報告書並びにザーク、ノボセロフの主張について、報告を歓迎する声や長寿記録に関する審査の厳格化の必要性を訴える声が上がり、フランス国立人口研究所（INED）のニコラ・ブルアールもザークの研究を「非常に優れた研究である」と評価したうえで、カルマン、イボンヌ母子の遺体発掘調査を支持し、「DNA検査が論争に終止符を打つこととなる」と主張した。他方で、報告書の内容を非難する声もあがり、カルマンの死去時にアルル市長を務めていたミシェル・ボゼールは、「カルマンは多くの医師の診察を受けていた」などと主張した上で「全くあり得ないばかげた話」と非難した。また、カルマンのギネス世界記録認定に携わったフランスの人口統計学者・老年学者であるジャンマリ・ロビヌは「（カルマン関連の）文書の信憑性に疑いを抱いたことは一度もない」と主張した。
2019年9月16日には、フランス国立衛生医学研究所の専門家チームが記録の疑義を否定し、「新旧データを見直した結果、年齢が正確に記録された史上最高齢の人物であることが改めて確認された」と発表した。当該研究班は、イボンヌによる成り済まし疑惑に関して、カルマンの身元確認に用いた当初の情報と新たに見つかった文書を照査した結果、税金詐欺も身分詐称もなかったと主張し、長寿記録の疑惑についても、数学的モデリングを活用したうえで「1000万人に1人が123歳に達し得る」として「可能性としてはもちろん低いが、カルマンの例を統計上不可能と断定するには決して当たらない」と結論付けた。また、アルルを管轄するタラスコン裁判所は、上記報告書を「厳密性と客観性に欠ける」とし、ザーク、ノボセロフらによるカルマンの死亡証明書の変更願いを却下した。

## 健康とライフスタイル
フェンシングはジャンヌ・カルマンが満85歳とされる時から始め、自転車は満100歳とされる時まで乗った。1週間に1キログラムのチョコレートを食べていたとされている。料理中に小さな火事が起こったことをきっかけにして、1985年に満110歳とされる時で施設に移ったが、1990年1月、満114歳とされる時のときに大腿骨を骨折し手術を受けるまでは歩行することができた。手術を受ける間、「私はメトシェラ（969歳まで生きていたとされる神話上の人物）と競合する」と喋っていたという。
満114歳とされる時に本人役で映画『Vincent and Me』に出演して史上最年長の女優にもなった。1995年にフランス語ドキュメンタリー「Beyond 120 Years with Jeanne Calment」がリリースされた。1996年に彼女が住んでいた施設はCD「Time's Mistress」をリリース。彼女の語りやラップなどがミックスされている。
20歳代から喫煙していたが、タバコに火をつけてくれる介護者のことを気遣って、満117歳とされる時に禁煙したという。